# Agnieszka Radwańska
Agnieszka Roma Radwańska (pronunciaciónⓘ) (Cracovia, 6 de marzo de 1989) es una  exjugadora de tenis profesional polaca retirada en 2018. Fue la primera polaca que ha conseguido ser número 2 del ranking WTA.
Radwańska se convirtió en la primera jugadora de Polonia en ganar un título de la WTA, venciendo a Vera Dushevina en la final del Torneo de Estocolmo por un doble 6-1.
Cuando disputaba el circuito, era una jugadora que a pesar de no ser una de las que golpea con más potencia, construía los puntos moviendo a sus rivales por toda la pista para luego definir los puntos, además de que es una jugadora que agrega variedad a su juego, para así desestabilizar a la contraria.
Agnieszka se va a acordar siempre de su debut en el Abierto de Australia de 2011. Al recibir el servicio de la japonesa Kimiko Date, pegó a la bola pero se quedó solamente con el mango porque el resto de la raqueta salió volando.
En 2007, Radwańska se convirtió en la primera jugadora polaca en la historia en ganar un título WTA al llevarse el campeonato en Estocolmo. Ha alcanzado cinco cuartos de final en los Grand Slam. En 2008, entró por primera vez en el Top 10 del mundo, siendo todavía una adolescente. En 2008 se convirtió en la primera tenista polaca en alcanzar el millón de dólares en ganancias.
En 2012 se convirtió en la primera finalista de Grand Slam polaca en la Era Abierta al alcanzar esta instancia en Wimbledon y la primera polaca desde que su compatriota Jadwiga Jędrzejowska alcanzara la final de Roland Garros en 1939 (esta misma jugadora participó en la final de Wimbledon en 1937).
Hasta el día de hoy, Agnieszka ha conquistado catorce títulos individuales de la WTA (2014: Montreal. 2013: Auckland, Sídney y Seúl. 2012: Dubái, Miami y Bruselas. 2011: Carlsbad, Tokio y Pekín. 2008: Pattaya, Estambul, Eastbourne. 2007: Estocolmo.) y dos títulos por parejas.
En noviembre de 2018, decidió terminar su carrera después de 13 años en el circuito profesional.

## Biografía
Agnieszka Radwańska nació en Cracovia. Empezó a jugar a los 4 años, después que su padre la introdujera en el deporte. Su hermana menor, Urszula, también es tenista. Sus amigas más cercanas en el tour femenino son Caroline Wozniacki, Victoria Azarenka, Daniela Hantuchová, Angelique Kerber, y Maria Kirilenko.

## Estilo de juego

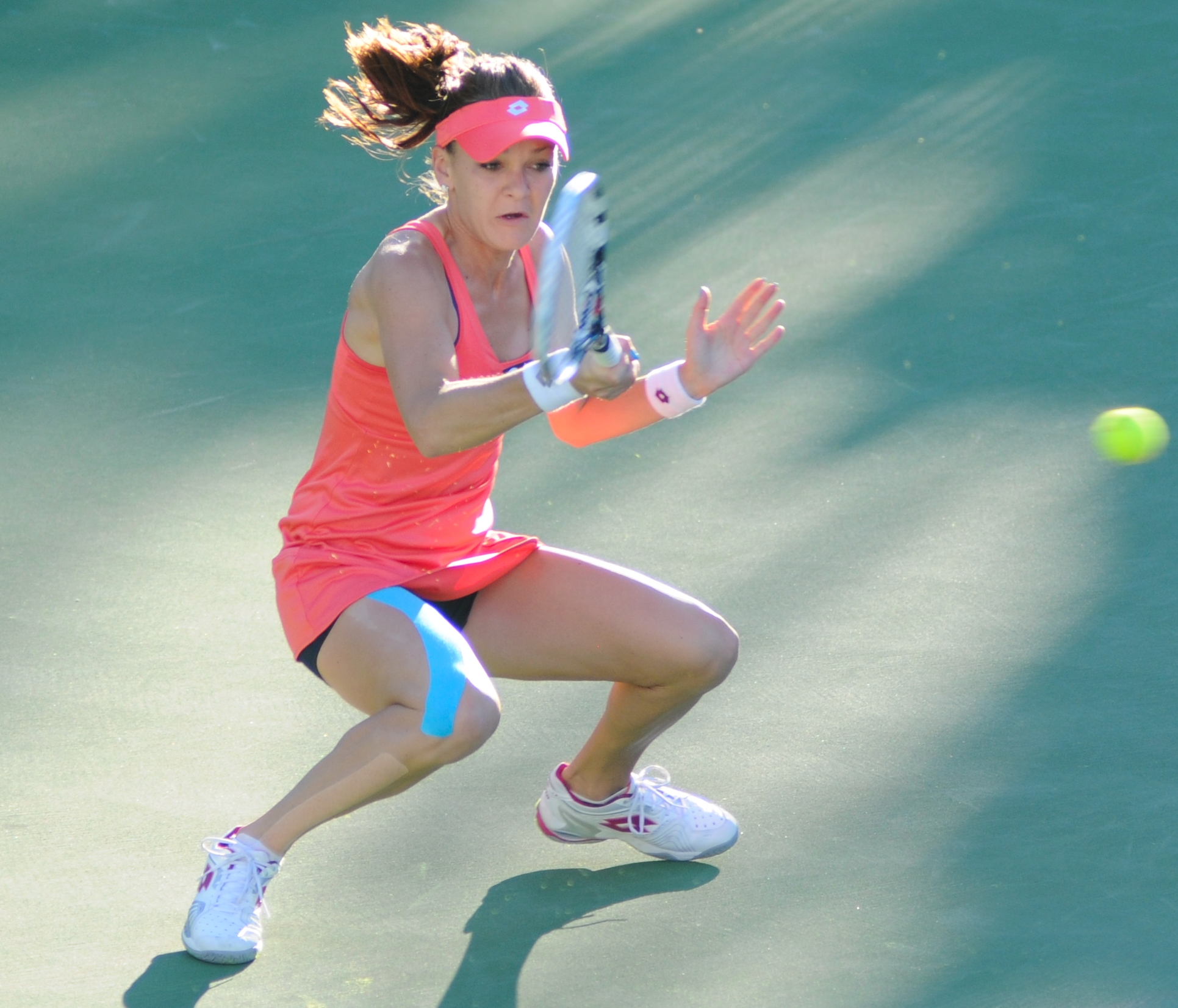
Agnieszka Radwanska, 2013.

Golpea de forma consistente tanto de drive como de revés. Su tiro favorito es el drive, en particular el cruzado. Ella utiliza muy bien los drops y los globos, construyendo el punto antes ir por el tiro ganador. Muchos comentaristas (incluido el exjugador Wojciech Fibak) comparan su estilo de juego con el de Martina Hingis, describiéndola como "una jugadora que entiende la geometría de la cancha".

## Títulos Grand Slam

### Individual

#### Finalista (1)
| Año  | Campeonato | Oponente en la final | Resultado     |
| 2012 | Wimbledon  | Serena Williams      | 1-6, 7-5, 2-6 |

## Títulos WTA (22, 20+2)

### Individual (20)
| Leyenda                              |
| ------------------------------------ |
| Grand Slam (0)                       |
| Juegos Olímpicos (0)                 |
| WTA Finals (1)                       |
| WTA Tournament of Champions (0)      |
| Tier I, P. Mandatory & Premier 5 (5) |
| Tier II, Premier (7)                 |
| Tier III & IV, International (7)     |

| Finales por superficie |
| ---------------------- |
| Dura (17)              |
| Hierba (1)             |
| Tierra batida (2)      |

| N.º | Fecha                    | Torneo           | Superficie    | Oponente en la final     | Resultado         |
| 1.  | 5 de agosto de 2007      | Estocolmo        | Dura          | Vera Dushevina           | 6-1, 6-1          |
| 2.  | 10 de febrero de 2008    | Pattaya City     | Dura          | Jill Craybas             | 6-2, 1-6, 7-6(4)  |
| 3.  | 19 de mayo de 2008       | Estambul         | Tierra batida | Elena Dementieva         | 6-3, 6-2          |
| 4.  | 21 de junio de 2008      | Eastbourne       | Hierba        | Nadia Petrova            | 6-4, 6-7(11), 6-4 |
| 5.  | 7 de agosto de 2011      | San Diego        | Dura          | Vera Zvonareva           | 6-3, 6-4          |
| 6.  | 1 de octubre de 2011     | Tokio (Pacífico) | Dura          | Vera Zvonareva           | 6-3, 6-2          |
| 7.  | 9 de octubre de 2011     | Pekín            | Dura          | Andrea Petković          | 7-5, 0-6, 6-4     |
| 8.  | 25 de febrero de 2012    | Dubái            | Dura          | Julia Görges             | 7-5, 6-4          |
| 9.  | 30 de marzo de 2012      | Miami            | Dura          | María Sharápova          | 7-5, 6-4          |
| 10. | 26 de mayo de 2012       | Bruselas         | Tierra batida | Simona Halep             | 7-5, 6-0          |
| 11. | 6 de enero de 2013       | Auckland         | Dura          | Yanina Wickmayer         | 6-4, 6-4          |
| 12. | 11 de enero de 2013      | Sídney           | Dura          | Dominika Cibulková       | 6-0, 6-0          |
| 13. | 22 de septiembre de 2013 | Seúl             | Dura          | Anastasia Pavlyuchenkova | 6-7(6), 6-3, 6-4  |
| 14. | 10 de agosto de 2014     | Montreal         | Dura          | Venus Williams           | 6-4, 6-2          |
| 15. | 27 de septiembre de 2015 | Tokio (Pacífico) | Dura          | Belinda Bencic           | 6-2, 6-2          |
| 16. | 18 de octubre de 2015    | Tianjin          | Dura          | Danka Kovinić            | 6-1, 6-2          |
| 17. | 1 de noviembre de 2015   | WTA Finals       | Dura (i)      | Petra Kvitová            | 6-2, 4-6, 6-3     |
| 18. | 9 de enero de 2016       | Shenzhen         | Dura          | Alison Riske             | 6-3, 6-2          |
| 19. | 27 de agosto de 2016     | New Haven        | Dura          | Elina Svitólina          | 6-1, 7-6(3)       |
| 20. | 9 de octubre de 2016     | Pekín            | Dura          | Johanna Konta            | 6-4, 6-2          |

#### Finalista (8)
| N.º | Fecha                    | Torneo           | Superficie | Oponente en la final | Resultado        |
| 1.  | 11 de octubre de 2009    | Pekín            | Dura       | Svetlana Kuznetsova  | 2-6, 4-6         |
| 2.  | 8 de agosto de 2010      | San Diego        | Dura       | Svetlana Kuznetsova  | 4-6, 7-6(7), 3-6 |
| 3.  | 7 de julio de 2012       | Wimbledon        | Hierba     | Serena Williams      | 1-6, 7-5, 2-6    |
| 4.  | 29 de septiembre de 2012 | Tokio (Pacífico) | Dura       | Nadia Petrova        | 0-6, 6-1, 3-6    |
| 5.  | 28 de julio de 2013      | Stanford         | Dura       | Dominika Cibulková   | 6-3, 4-6, 4-6    |
| 6.  | 16 de marzo de 2014      | Indian Wells     | Dura       | Flavia Pennetta      | 2-6, 1-6         |
| 7.  | 27 de junio de 2015      | Eastbourne       | Hierba     | Belinda Bencic       | 4-6, 6-4, 0-6    |
| 8.  | 13 de enero de 2017      | Sídney           | Dura       | Johanna Konta        | 4-6, 2-6         |

### Dobles (2)
| Leyenda                              |
| ------------------------------------ |
| Grand Slam (0)                       |
| Juegos Olímpicos (0)                 |
| WTA Finals (0)                       |
| WTA Tournament of Champions (0)      |
| Tier I, P. Mandatory & Premier 5 (1) |
| Tier II, Premier (0)                 |
| Tier III & IV, International (1)     |

| Finales por superficie |
| ---------------------- |
| Dura (1)               |
| Hierba (0)             |
| Tierra batida (1)      |

| N.º | Fecha              | Torneo   | Superficie    | Pareja             | Oponentes en la final        | Resultado           |
| 1.  | 1 de junio de 2007 | Estambul | Tierra batida | Urszula Radwańska  | Chia-Jung Chuang Sania Mirza | 6-1, 6-3            |
| 2.  | 3 de abril de 2011 | Miami    | Dura          | Daniela Hantuchová | Liezel Huber Nadia Petrova   | 7-6(5), 2-6, [10-8] |

#### Finalista (2)
| N.º | Fecha                 | Torneo      | Superficie | Pareja          | Oponentes en la final   | Resultado        |
| 1.  | 22 de febrero de 2009 | Dubái       | Dura       | María Kirilenko | Cara Black Liezel Huber | 3-6, 3-6         |
| 2.  | 9 de agosto de 2009   | Los Ángeles | Dura       | María Kirilenko | Chia-Jung Chuang Zi Yan | 0-6, 6-4, [7-10] |

## Clasificación histórica
| Torneos Grand Slam             |              |              |              |              |              |              |              |              |       |              |              |              |       |         |
| Abierto de Australia           | A            | A            | A            | 2R           | CF           | 1R           | 3R           | CF           | CF    | CF           | SF           | 4R           | SF    | 32–10   |
| Roland Garros                  | A            | A            | A            | 1R           | 4R           | 4R           | 2R           | 4R           | 3R    | CF           | 3R           | 1R           | 4R    | 21–10   |
| Wimbledon                      | A            | A            | 4R           | 3R           | CF           | CF           | 4R           | 2R           | F     | SF           | 4R           | SF           | 4R    | 34–10   |
| U.S. Open                      | A            | A            | 2R           | 4R           | 4R           | 2R           | 2R           | 2R           | 4R    | 4R           | 2R           | 3R           | 4R    | 22–11   |
| Ganados-Perdidos               | 0–0          | 0–0          | 7–2          | 6–4          | 14–4         | 8–4          | 7–4          | 9-4          | 15-4  | 16-4         | 11-4         | 10-4         | 14–4  | 114–42  |
| Juegos Olímpicos               |              |              |              |              |              |              |              |              |       |              |              |              |       |         |
| Juegos Olímpicos               | A            | No Celebrado | No Celebrado | No Celebrado | 2R           | No Celebrado | No Celebrado | No Celebrado | 1R    | No Celebrado | No Celebrado | No Celebrado | 1R    | 1–3     |
| Torneos Finales de Año         |              |              |              |              |              |              |              |              |       |              |              |              |       |         |
| WTA Tour Championships         | A            | A            | A            | A            | RR           | RR           | A            | RR           | SF    | RR           | SF           | G            | SF    | 12–13   |
| Torneos WTA Premier Mandatory  |              |              |              |              |              |              |              |              |       |              |              |              |       |         |
| Indian Wells                   | A            | A            | A            | 2R           | CF           | CF           | SF           | 4R           | SF    | 4R           | F            | 3R           | SF    | 28–10   |
| Miami                          | A            | A            | A            | 4R           | 2R           | 4R           | CF           | CF           | G     | SF           | CF           | 4R           | 4R    | 28–9    |
| Madrid                         | No Celebrado | No Celebrado | No Celebrado | No Celebrado | No Celebrado | 1R           | 2R           | 2R           | SF    | 2R           | SF           | 3R           | 1R    | 13–8    |
| Pekín                          | No Tier I    | No Tier I    | No Tier I    | No Tier I    | No Tier I    | F            | 1R           | G            | CF    | SF           | 2R           | SF           | G     | 22–5    |
| Torneos WTA Premier 5          |              |              |              |              |              |              |              |              |       |              |              |              |       |         |
| Dubái                          | No Tier I    | No Tier I    | No Tier I    | No Tier I    | No Tier I    | 1R           | SF           | CF           | No P5 | No P5        | No P5        | No P5        | No P5 | 5–3     |
| Doha                           | No Tier I    | No Tier I    | No Tier I    | No Tier I    | SF           | No Celebrado | No Celebrado | NP5          | SF    | SF           | SF           | 3R           | SF    | 12–4    |
| Roma                           | A            | A            | A            | 1R           | 3R           | CF           | 3R           | 2R           | 2R    | 2R           | CF           | A            | A     | 8–8     |
| Canadá                         | A            | A            | A            | A            | A            | CF           | 3R           | SF           | CF    | SF           | G            | CF           | 3R    | 21–7    |
| Cincinnati                     | No Tier I    | No Tier I    | No Tier I    | No Tier I    | No Tier I    | 2R           | 3R           | A            | CF    | CF           | CF           | 1R           | CF    | 10–6    |
| Tokio                          | A            | A            | A            | A            | CF           | SF           | CF           | G            | F     | CF           | NP5          | NP5          | NP5   | 18–4    |
| Estadísticas                   |              |              |              |              |              |              |              |              |       |              |              |              |       |         |
| Torneos Jugados                | 0            | 0            | 8            | 20           | 22           | 23           | 18           | 20           | 23    | 18           | 21           | 23           | 21    | 222     |
| Finalista                      | 0            | 0            | 0            | 1            | 3            | 1            | 1            | 3            | 5     | 4            | 2            | 4            | 3     | 27      |
| Torneos Ganados                | 0            | 0            | 0            | 1            | 3            | 0            | 0            | 3            | 3     | 3            | 1            | 3            | 3     | 20      |
| Dura Ganados-Perdidos          | 3–1          | 10–2         | 24–9         | 18–10        | 32–14        | 30–17        | 26-13        | 36-12        | 39-12 | 40-10        | 33-16        | 37-19        | 43-13 | 349-139 |
| Tierra Batida Ganados-Perdidos | 6–5          | 10–4         | 10–6         | 10–5         | 14–5         | 8–4          | 4-4          | 7-4          | 12-4  | 5-3          | 11-4         | 2-3          | 5-3   | 82-45   |
| Hierba Ganados-Perdidos        | 0–0          | 0–0          | 3–1          | 4–3          | 8–1          | 6–2          | 3-2          | 3-2          | 6-2   | 5-2          | 3-2          | 12-3         | 5-3   | 58-24   |
| Carpeta Ganados-Perdidos       | 0–1          | 6–1          | 1–1          | 7–5          | 0–0          | 0–0          | 0-0          | 0-0          | 0-0   | 0-0          | 0-0          | 0-0          | 0-0   | 14–8    |
| Ganados-Perdidos               | 9–4          | 26–7         | 38–17        | 39–23        | 54–20        | 44–23        | 33–19        | 46–18        | 59-19 | 50-15        | 48-22        | 51-25        | 53-19 | 555-238 |
| Ranking                        | 941          | 381          | 57           | 26           | 10           | 10           | 14           | 8            | 4     | 5            | 6            | 5            | 3     | N/A     |

## Condecoraciones
- Noviembre de 2013: medalla honorífica Bene Merito, otorgada por el ministro de Relaciones Exteriores de Polonia.[11]